# Aprochaetops bivittatus
Aprochaetops bivittatus är en tvåvingeart som först beskrevs av Malloch 1932.  Aprochaetops bivittatus ingår i släktet Aprochaetops och familjen lövflugor. Inga underarter finns listade i Catalogue of Life.